# Пъстро земеродно рибарче
Пъстрото земеродно рибарче (Ceryle rudis) е вид птица от семейство Земеродни рибарчета, единствен представител на род Ceryle.

## Описание
Това е средно голяма птица, с дължина около 25 см.

## Разпространение
Видът е разпространен в Африка и Южна Азия от Турция до Индия и Китай.